# Копылов, Юрий Алексеевич
Юрий Алексеевич Копылов (1938 — неизвестно) — советский хоккеист, нападающий.

## Биография
Воспитанник «Крыльев Советов». Выступал за команды «Крылья Советов» (1956/57(?), 1957/58, 1964/65), «Химик» Воскресенск (1958/59 — 1961/62), «Электросталь» / ДК им. Карла Маркса (1961/62 — 1963/64), «Труд» Подольск (1964/65 — 1965/66).